# Nobody Walks
Nobody Walks è un film del 2012 diretto da Ry Russo-Young.

## Trama
Martine, artista ventitreenne, da New York si trasferisce a Los Angeles, per vivere con una famiglia di Silver Lake.

## Distribuzione
Il primo trailer del film esce online il 3 agosto 2012.
La pellicola viene presentata in vari festival cinematografici: al Sundance Film Festival il 22 gennaio 2012, al San Francisco International Film Festival il 25 aprile 2012 e al BAMcinemaFest il 23 giugno 2012.
Il film esce nelle sale cinematografiche statunitensi in versione limitata di copie il 12 ottobre 2012.

### Divieto
Il film viene vietato ai minori di 18 anni per la presenza di «uso di droghe e sessualità».

## Premi e riconoscimenti
- 2012 - Sundance Film Festival
  - Nomination Gran premio della giuria: U.S. Dramatic
- 2012 - World Soundtrack Awards
  - Nomination Rivelazione dell'anno a Fall on Your Sword
  - Nomination Rivelazione dell'anno a Will Bates